# 19e cérémonie des Film Critics Circle of Australia Awards
La 19e cérémonie des Film Critics Circle of Australia Awards, décernés par la Film Critics Circle of Australia, a eu lieu le 31 mars 2011 et a récompensé les meilleurs films réalisés l'année précédente,.

## Palmarès

### Meilleur film
- Animal Kingdom
  - Bran Nue Dae
  - Commandos de l'ombre (Beneath Hill 60)
  - Demain, quand la guerre a commencé (Tomorrow, When the War Began)
  - The Waiting City

### Meilleur réalisateur
- David Michôd pour Animal Kingdom
  - Stuart Beattie pour Demain, quand la guerre a commencé (Tomorrow, When the War Began)
  - Jeremy Hartley Sim pour Commandos de l'ombre (Beneath Hill 60)
  - Rachel Perkins pour Bran Nue Dae
  - Jeremy Sims pour The Waiting City

### Meilleur acteur
- Ben Mendelsohn pour le rôle d'Andrew "Pope" Cody dans Animal Kingdom
  - Brendan Cowell pour le rôle du capitaine Oliver Woodward dans Commandos de l'ombre (Beneath Hill 60)
  - Joel Edgerton pour le rôle de Ben Simmons dans The Waiting City
  - James Frecheville pour le rôle de Joshua "J" Cody dans Animal Kingdom
  - Ryan Kwanten pour le rôle de Shane Cooper dans Red Hill

### Meilleure actrice
- Jacki Weaver pour le rôle de Janine "Smurf" Cody dans Animal Kingdom
  - Lily Bell-Tindley pour le rôle de Lou dans Lou
  - Radha Mitchell pour le rôle de Fiona Simmons dans The Waiting City
  - Miranda Otto pour le rôle de Meredith Appleton dans South Solitary

### Meilleur acteur dans un second rôle
- Joel Edgerton pour le rôle de Barry "Baz" Brown dans Animal Kingdom
  - Steve Le Marquand pour le rôle du sergent Bill Fraser dans Commandos de l'ombre (Beneath Hill 60)
  - Guy Pearce pour le rôle de Nathan Leckie dans Animal Kingdom
  - Kodi Smit-McPhee pour le rôle de Finn dans Matching Jack

### Meilleure actrice dans un second rôle
- Essie Davis pour le rôle d'Alma Stanley dans South Solitary
  - Emily Barclay pour le rôle de Rhia dans Lou
  - Morgana Davies pour le rôle de Simone dans L'Arbre (The Tree)
  - Deborah Mailman pour le rôle de Roxanne dans Bran Nue Dae

### Meilleur scénario
- Animal Kingdom – David Michôd
  - Commandos de l'ombre (Beneath Hill 60) – David Roach
  - Demain, quand la guerre a commencé (Tomorrow, When the War Began) – Stuart Beattie
  - Lou – Belinda Chayko
  - The Waiting City – Claire McCarthy

### Meilleure photographie
- The Waiting City – Denson Baker
  - Commandos de l'ombre (Beneath Hill 60) – Robyn Kershaw et Toby Oliver
  - Demain, quand la guerre a commencé (Tomorrow, When the War Began) – Ben Nott
  - South Solitary – Anna Howard

### Meilleur montage
- Commandos de l'ombre (Beneath Hill 60) – Dany Cooper
  - Animal Kingdom – Luke Doolan
  - Demain, quand la guerre a commencé (Tomorrow, When the War Began) – Marcus D'Arcy
  - Red Hill – Patrick Hughes
  - The Waiting City – Veronika Jenet

### Meilleure musique de film
- Bran Nue Dae – Cezary Skubiszewski
  - Animal Kingdom – Antony Partos et Sam Petty
  - Commandos de l'ombre (Beneath Hill 60) – Cezary Skubiszewski
  - South Solitary – Mary Finsterer
  - The Waiting City – Michael Yezerski

### Meilleur film étranger en anglais
- The Social Network
  - Inception
  - Le Discours d'un roi (The King's Speech)
  - Winter's Bone

### Meilleur film en langue étrangère
- Le Ruban blanc (Das weiße Band) •  Allemagne
  - Le Père de mes enfants •  France
  - Un prophète •  France  Italie
  - Dans ses yeux (El secreto de sus ojos) •  Argentine

### Récompense spéciale
- Cezary Skubiszewski, en reconnaissance de son incroyable contribution au cinéma australien

## Récompenses et nominations multiples

### Nominations multiples
10 : Animal Kingdom
8 : Commandos de l'ombre, The Waiting City
5 : Demain, quand la guerre a commencé
4 : Bran Nue Dae, South Solitary
3 : Lou
2 : Red Hill

### Récompenses multiples
6 : Animal Kingdom